# Nó (informática)

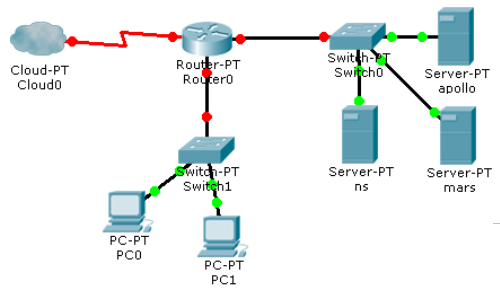
Nodo (ou nó) de rede representado esquematicamente.

Em redes de comunicação, um nodo ou nó (do Latim nodus, "nó") é um ponto de conexão, seja um ponto de redistribuição ou um terminal de comunicação. A definição de um nó depende da rede e da camada de protocolo referida. Um nó de rede física é um dispositivo eletrônico ativo que está ligado a uma rede, e é capaz de enviar, receber ou transmitir informações através de um canal de comunicação. Um ponto de distribuição passivo, como um quadro de distribuição ou patch panel, não é, portanto, um nó.

## Nodos em redes computacionais
Em comunicação de dados, um nó de rede físico pode ser um equipamento circuito de terminação de dados (DCE), como um modem, hub, ponte ou switch, ou um equipamento terminal de dados (DTE), como um aparelho de telefone digital, uma impressora ou um computador host, por exemplo, um roteador, uma estação de trabalho ou um servidor.
Um nodo ou nó representa cada ponto de interconexão com uma estrutura ou rede, independente da função do equipamento representado por ele.
Em ciência da computação, nodo ou nó também pode representar um elemento de uma árvore de busca binária ou um vértice de um grafo.